# Cyphophoenix elegans
Cyphophoenix elegans é uma espécie de angiospermas da família Arecaceae.
Apenas pode ser encontrada na Nova Caledónia.